# Eriks Ādamsons
Eriks Ādamsons (* 22. Juni 1907 in Riga; † 28. Februar 1946 ebenda) war lettischer Schriftsteller. Seine Novelle Lielais spītnieks (lett. für „Der große Dickkopf“) erlangte Weltgeltung.

## Leben
Eriks Ādamsons studierte von 1924 bis 1928 Rechtswissenschaft, brach das Studium jedoch ab, um sich ganz dem Schreiben und Übersetzen zu widmen. Er übersetzte unter anderem Werke von Shakespeare, Oscar Wilde, Lord Byron und Rudyard Kipling.
Im Jahr 1931 heiratete er Mirdza Ķempe, eine junge Dichterin und Radiosprecherin. Während der deutschen Besatzung konnte er seinen einzigen Roman, Sava ceļa gājējs, nur unter dem Pseudonym Ēriks Rīga in Zeitschriften veröffentlichen. Im Zweiten Weltkrieg war er als Waldarbeiter tätig und erkrankte an Tuberkulose.
Im Jahr 1944 erhielt er den Preis der Rainis und Aspazija Stiftung.

## Werke
- Sudrabs ugunī (Gedicht, 1932)
- Smalkās kaites (Novelle, 1937)
- Ģerboņi (Gedicht, 1937)
- Saules pulkstenis (Gedicht, 1941)
- Lielais spītnieks (Novelle, 1942)
- Sava ceļa gājējs (Roman, 1943–1944)
- Sapņu pīpe (Gedicht, veröffentlicht 1951)